# Dasypogon pumilus
Dasypogon pumilus är en tvåvingeart som beskrevs av Macquart 1838. Dasypogon pumilus ingår i släktet Dasypogon och familjen rovflugor. Inga underarter finns listade i Catalogue of Life.